# Australia na Mistrzostwach Świata w Lekkoatletyce 2017
Australia na Mistrzostwach Świata w Lekkoatletyce 2017 – reprezentacja Australii podczas mistrzostw świata w Londynie liczyła 61 zawodników, którzy zdobyli 2 medale.

## Zdobyte medale
| Medal  | Zawodnik      | Konkurencja                | Rezultat | Data        |
| ------ | ------------- | -------------------------- | -------- | ----------- |
| złoto  | Sally Pearson | bieg na 100 m przez płotki | 12,59    | 12 sierpnia |
| srebro | Dani Stevens  | rzut dyskiem               | 69,64    | 13 sierpnia |

## Skład reprezentacji
Mężczyźni
| Zawodnik                                             | Konkurencja                   | Eliminacje | Eliminacje | Półfinał | Półfinał | Finał    | Finał   |
| Zawodnik                                             | Konkurencja                   | Rezultat   | Pozycja    | Rezultat | Pozycja  | Rezultat | Pozycja |
| ---------------------------------------------------- | ----------------------------- | ---------- | ---------- | -------- | -------- | -------- | ------- |
| Steven Solomon                                       | bieg na 400 metrów            | 46,27      | 38.        | NQ       | NQ       | NQ       | NQ      |
| Peter Bol                                            | bieg na 800 metrów            | 1:49,65    | 38.        | NQ       | NQ       | NQ       | NQ      |
| Ryan Gregson                                         | bieg na 1500 metrów           | 3:43,28    | 20.        | NQ       | NQ       | NQ       | NQ      |
| Luke Mathews                                         | bieg na 1500 metrów           | 3:38,19    | 1. Q       | 3:40,91  | 7.       | NQ       | NQ      |
| Jordan Williamsz                                     | bieg na 1500 metrów           | 3:46,11    | 6. Q       | 3:38,93  | 8.       | NQ       | NQ      |
| Morgan McDonald                                      | bieg na 5000 metrów           | 13:30,73   | 20.        | —        | —        | NQ       | NQ      |
| Sam McEntee                                          | bieg na 5000 metrów           | 13:31,58   | 24.        | —        | —        | NQ       | NQ      |
| Patrick Tiernan                                      | bieg na 5000 metrów           | 13:22,52   | 4. Q       | —        | —        | 13:40,01 | 11.     |
| Patrick Tiernan                                      | bieg na 10 000 metrów         | —          | —          | —        | —        | 29:23,72 | 22.     |
| Jack Colreavy                                        | maraton                       | —          | —          | —        | —        | 2:21:44  | 45.     |
| Josh Harris                                          | maraton                       | —          | —          | —        | —        | DNF      | DNF     |
| Brad Milosevic                                       | maraton                       | —          | —          | —        | —        | 2:25:14  | 60.     |
| Nicholas Hough                                       | bieg na 110 m przez płotki    | 13,61      | 27.        | NQ       | NQ       | NQ       | NQ      |
| Stewart McSweyn                                      | bieg na 3000 m z przeszkodami | 8:47,53    | 40.        | —        | —        | NQ       | NQ      |
| Nick Andrews Rohan Browning Tom Gamble Trae Williams | sztafeta 4 × 100 m            | 38,88      | 12.        | —        | —        | NQ       | NQ      |
| Dane Bird-Smith                                      | chód na 20 km                 | —          | —          | —        | —        | 1:19:28  | 6.      |
| Rhydian Cowley                                       | chód na 20 km                 | —          | —          | —        | —        | 1:30:40  | 56.     |

| Zawodnik          | Konkurencja    | Kwalifikacje | Kwalifikacje | Finał | Finał   |
| Zawodnik          | Konkurencja    | Wynik        | Pozycja      | Wynik | Pozycja |
| ----------------- | -------------- | ------------ | ------------ | ----- | ------- |
| Kurtis Marschall  | skok o tyczce  | 5,60         | =11. q       | 5,65  | 7.      |
| Henry Frayne      | skok w dal     | 7,88         | 14.          | NQ    | NQ      |
| Fabrice Lapierre  | skok w dal     | 7,91         | 12. q        | 7,93  | 11.     |
| Damien Birkenhead | pchnięcie kulą | 19,90        | 20.          | NQ    | NQ      |
| Mitchell Cooper   | rzut dyskiem   | 57,26        | 28.          | NQ    | NQ      |
| Benn Harradine    | rzut dyskiem   | 60,95        | 21.          | NQ    | NQ      |
| Hamish Peacock    | rzut oszczepem | 82,46        | 14.          | NQ    | NQ      |

Dziesięciobój
| Zawodnik      | Konkurencja | 100 m | LJ   | SP    | HJ   | 400 m | 110H  | DT    | PV   | JT    | 1500 m  | Wynik | Pozycja |
| ------------- | ----------- | ----- | ---- | ----- | ---- | ----- | ----- | ----- | ---- | ----- | ------- | ----- | ------- |
| Cedric Dubler | Rezultat    | 11,06 | 7,29 | 11,36 | 2,08 | 48,31 | 14,92 | 40,85 | 4,90 | 52,10 | 4:50,31 | 7728  | 18.     |
| Cedric Dubler | Punkty      | 847   | 883  | 568   | 878  | 894   | 859   | 682   | 880  | 620   | 617     | 7728  | 18.     |

Kobiety
| Zawodniczka                                                | Konkurencja                   | Eliminacje | Eliminacje | Półfinał | Półfinał | Finał    | Finał   |
| Zawodniczka                                                | Konkurencja                   | Rezultat   | Pozycja    | Rezultat | Pozycja  | Rezultat | Pozycja |
| ---------------------------------------------------------- | ----------------------------- | ---------- | ---------- | -------- | -------- | -------- | ------- |
| Riley Day                                                  | bieg na 200 metrów            | 23,77      | 36.        | NQ       | NQ       | NQ       | NQ      |
| Ella Nelson                                                | bieg na 200 metrów            | 24,02      | 43.        | NQ       | NQ       | NQ       | NQ      |
| Morgan Mitchell                                            | bieg na 400 metrów            | 52,22      | 26.        | NQ       | NQ       | NQ       | NQ      |
| Brittany McGowan                                           | bieg na 800 metrów            | 2:02,75    | 28.        | NQ       | NQ       | NQ       | NQ      |
| Lora Storey                                                | bieg na 800 metrów            | 2:07,17    | 41.        | NQ       | NQ       | NQ       | NQ      |
| Georgia Griffith                                           | bieg na 800 metrów            | 2:03,54    | 38.        | NQ       | NQ       | NQ       | NQ      |
| Georgia Griffith                                           | bieg na 1500 metrów           | 4:08,99    | 27.        | NQ       | NQ       | NQ       | NQ      |
| Linden Hall                                                | bieg na 1500 metrów           | 4:10,51    | 33.        | NQ       | NQ       | NQ       | NQ      |
| Zoe Buckman                                                | bieg na 1500 metrów           | 4:05,44    | 17. q      | 4:05,93  | 14.      | NQ       | NQ      |
| Madeline Hills                                             | bieg na 5000 metrów           | 15:13,77   | 19.        | —        | —        | NQ       | NQ      |
| Heidi See                                                  | bieg na 5000 metrów           | 15:38,86   | 29.        | —        | —        | NQ       | NQ      |
| Eloise Wellings                                            | bieg na 5000 metrów           | 15:25,92   | 27.        | —        | —        | NQ       | NQ      |
| Madeline Hills                                             | bieg na 10 000 metrów         | —          | —          | —        | —        | 32:48,57 | 26.     |
| Eloise Wellings                                            | bieg na 10 000 metrów         | —          | —          | —        | —        | 32:26,31 | 22.     |
| Milly Clark                                                | maraton                       | —          | —          | —        | —        | 2:35:27  | 24.     |
| Sinead Diver                                               | maraton                       | —          | —          | —        | —        | 2:33:26  | 20.     |
| Jessica Trengove                                           | maraton                       | —          | —          | —        | —        | 2:28:59  | 9.      |
| Michelle Jenneke                                           | bieg na 100 m przez płotki    | 13,11      | 22. q      | 13,25    | 21.      | NQ       | NQ      |
| Sally Pearson                                              | bieg na 100 m przez płotki    | 12,72      | 3. Q       | 12,53    | 1. Q     | 12,59    | złoto   |
| Lauren Wells                                               | bieg na 400 m przez płotki    | 56,49      | 25.        | NQ       | NQ       | NQ       | NQ      |
| Genevieve LaCaze                                           | bieg na 3000 m z przeszkodami | 9:27,53    | 7. Q       | —        | —        | 9:26,25  | 12.     |
| Victoria Mitchell                                          | bieg na 3000 m z przeszkodami | 10:00,40   | 33.        | —        | —        | NQ       | NQ      |
| Anneliese Rubie Ella Connolly Lauren Wells Morgan Mitchell | sztafeta 4 × 400 m            | 3:28,02    | 10.        | —        | —        | NQ       | NQ      |
| Regan Lamble                                               | chód na 20 km                 | —          | —          | —        | —        | 1:31:30  | 22.     |
| Beki Smith                                                 | chód na 20 km                 | —          | —          | —        | —        | 1:35:31  | 38.     |
| Claire Tallent                                             | chód na 20 km                 | —          | —          | —        | —        | 1:37:05  | 43.     |

| Zawodniczka        | Konkurencja    | Kwalifikacje | Kwalifikacje | Finał | Finał   |
| Zawodniczka        | Konkurencja    | Wynik        | Pozycja      | Wynik | Pozycja |
| ------------------ | -------------- | ------------ | ------------ | ----- | ------- |
| Liz Parnov         | skok o tyczce  | 4,35         | =15.         | NQ    | NQ      |
| Naa Anang          | skok w dal     | 6,27         | 22.          | NQ    | NQ      |
| Brooke Stratton    | skok w dal     | 6,46         | 11. q        | 6,67  | 6.      |
| Dani Stevens       | rzut dyskiem   | 65,56        | 3. Q         | 69,64 | srebro  |
| Kathryn Mitchell   | rzut oszczepem | 57,42        | 25.          | NQ    | NQ      |
| Kelsey-Lee Roberts | rzut oszczepem | 63,70        | 7. Q         | 60,76 | 10.     |